# Indonesia en los Juegos Olímpicos de Río de Janeiro 2016
Indonesia participa en los Juegos Olímpicos de 2016 en Río de Janeiro, Brasil, del 5 al 21 de agosto de 2016.
La atleta Maria Natalia Londa fue la abanderada durante la ceremonia de apertura.

## Medallero
| Medalla          | Nombre                                    | Deporte      | Evento          | Fecha        |
| ---------------- | ----------------------------------------- | ------------ | --------------- | ------------ |
| Medalla de oro   | Equipo nacional de bádminton de Indonesia | Bádminton    | Dobles Mixto    | 17 de agosto |
| Medalla de plata | Sri Wahyuni Agustiani                     | Halterofilia | −48 kg femenino | 6 de agosto  |